# Натрій-калієвий насос

Механізм роботи натрій-калієвого насосу

Натрій-калієвий насос (натрій-калієва помпа, Na+/K+-АТФаза) — фермент із групи транспортних аденозинтрифосфатаз, яка відповідає за перенос іонів Na+ та K+ через клітинну мембрану. Є Mg2+, Na+, K+-залежним, але Са2+-незалежним транспортним білком, який має трансмембранну локалізацію. Кожна молекула АТФ переносить через мембрану 3 іони натрію із клітини, в обмін на 2 іони калію, що транспортуються всередину клітини. 

## Функція
Na+/K+-АТФаза забезпечує підтримання мембранного потенціалу спокою клітини. В результаті роботи насосу виникає дефіцит позитивно заряджених іонів всередині клітини, що призводить до утворення негативного заряду на внутрішній стороні клітинної мембрани і позитивного назовні. Також насос створює значний градієнт концентрації іонів Na+ i K+

## Молекулярна структура
Na+/K+-АТФаза виділена в чистому вигляді з декількох джерел належить до Р2 класу, зокрема до Р2С підкласу АТФаз.  
Являє собою інтегральний білок, що перетинає мембрану наскрізь, контактуючи як з позаклітинним середовищем, так і з цитоплазмою. Гідролітичний центр ферменту "звернений" всередину клітини і доступний для цитоплазматичної АТФ. Зсередини здійснюється також і активація ферменту натрієм, а калій потрібен ззовні. Гідролітичний центр і ділянки іонної активації розташовуються в гідрофільному оточенні в тих частинах молекули, які виступають із фосфоліпідного бішару.
Na+/K+-АТФаза має молекулярну масу 250–300 кДа і складається з двох субодиниць. 
- α-Субодиниця являє собою ліпопротеїд (100 кДа) і містить центри зв'язування іонів Na+ і K+ та гідролітичний центр, що є локалізованим на внутрішній поверхні плазматичної мембрани й фосфорилюється при транслокації іонів.  α-субодиниця пронизує ліпідний бішар й утворює 6 або 8 трансмембранних сегментів. Центр зв'язування глікозидів розташований на α-субодиниці на зовнішній поверхні мембрани, а центр фосфорилювання –на цитоплазматичної поверхні. Основна маса α-субодиниці є зосередженою на цитоплазматичній поверхні мембрани, утворюючи виступ близько 5 нм. N- і С-кінцеві фрагменти α-субодиниці розташовуються в цитоплазмі. N- кінцева частина поліпептидного ланцюга являє собою гнучку неспіралізованну ділянку, збагачену залишками лізину, який бере участь в конформаційних переходах і, можливо, регулює чутливість ферменту до катіонів. На N-кінці α-субодиниці є 4 трансмембранних фрагмента (Ml-М4), а на С-кінці ще 6 (М4-М10). Між трансмембранними фрагментами М2 і М3 розташовується мала цитоплазматична петля, а між М4 і М5 - великий цитоплазматичний домен, до складу якого входить понад 400 амінокислотних залишків α –субодиниці.

- β-Субодиниця є сіалоглікопротеїдом (40 кДа) і, на відміну від α-субодиниці не пронизує ліпідний бішар, а є вмонтованою в мембрану на зовнішній поверхні. β-субодиниця виконує регуляторні функції, зокрема, забезпечує правильну орієнтацію Na+/K+-АТФази в мембрані та відповідає за її антигенні властивості.  α-субодиниця пронизує ліпідний бішар й утворює 6 або 8 трансмембранних сегментів. Центр зв'язування глікозидів розташований на α-субодиниці на зовнішній поверхні мембрани, а центр фосфорилювання –на цитоплазматичної поверхні.  β-субодиниця розташована на зовнішній поверхні мембрани й має, ймовірно, тільки один трансмембранний сегмент.

Великий цитоплазматичний домен складається з α- спіральних і β-складчастих ділянок, які чергуються. Характерною його особливістю є наявність центрального ядра, яке оточене α-спіральними ділянками, з'єднаними гнучкими петлями. У великому цитоплазматичної домені α-субодиниці знаходиться залишок аспарагінової кислоти (Asp 369). Центри зв'язування іонів локалізовані в петлі між другою і третьої спіралями, що пронизують мембрану. Таким чином, α-субодиниця може виконувати функцію насоса незалежно від β-субодиниці. Однак обидва поліпептиди утворюють компактну глобулу, яка наскрізь пронизує мембрану. Та частина β-субодиниці, яка звернена у позаклітинне середовище, несе на собі ковалентно приєднані вуглеводні фрагменти. За масою і навністю вуглеводів цей поліпептид можна віднести до лектинів - мембранних глікопротеїнів, які відповідають за міжклітинний впізнавання і адгезію. В процесі білкового синтезу обидві субодиниці вбудовуються в мембрану одночасно.
Третій білок, названий γ-субодиницею, був ідентифікований з очищених препаратів ферменту. γ-субодиниця – це маленький, гідрофобний поліпептид з 8-14 кДа, який локалізований з α-субодиницею в нефроновому сегменті і імунологічно прицепитирується з αβ-комплексом.

## Механізм функціонування
При гідролізі АТФ, що забезпечує енергією активний транспорт іонів, Na / K-АТФаза здійснює складну багатостадійну реакцію, в якій беруть участь іони натрію, калію і магнію, а також АТФ. 
Гідроліз АТФ цією ферментною системою відбувається у відповідності з наступним рівнянням:
АТФ4- + 3Na+в + 2K+зв → АДФ3- + Pi + 3Na+зв + 2K+в ,
де Na+в  і 2K+зв  - являють собою внутрішньоклітинні іони, а Na+зв + 2K+в -іони, що знаходяться із зовнішнього боку клітини.
Схема цього процесу:
Е +АТФ ↔ E1Ф ↔ E2Ф ↔ E2 + Фн ↔  E +  АДФ.
На внутрішній поверхні плазматичної мембрани відбувається активація ферменту у присутності іонів Na+ та Mg2+, це викликає фосфорилювання ферменту за рахунок кінцевої γ-фосфатної групи АТФ з утворенням проміжного комплексу ЕФ. Ця стадія не пригнічується оуабаїном, але  інгібується іонами Ca2+. Утворений фосфорильований продукт ЕФ підлягає розпаду, що стимулюється іонами K+ на зовнішній поверхні мембрани. Водночас калій надходить усередину клітини, а натрій вивільняється у позаклітинне середовище. Ця стадія калійзалежного гідролізу ферменту інгібується серцевим глікозидом оуабаїном. Енергія, яка необхідна для транслокації K+ крізь мембрану в цитоплазму вивільняється при гідролізі фосфорильованого комплексу. Вважається, що фосфорильований фермент може перебувати у двох конформаційних станах: E1Ф та E2Ф, рівновага між яким контролюється іонами Mg2+, причому перша форма має більшу спорідненість з АДФ, а друга – з K+ .
Джерелом енергії для первинно-активного транспорту є АТФ; усі іонні насоси одночасно є ферментами, що гідролізують АТФ – АТФазами. При цьому перенесення речовин здійснюється проти їхнього концентраційного градієнта.

## Регуляція активності
Активність Na+/K+-АТФази змінюється під дією різних екзогенних і ендогенних факторів, таких як:
- рН,
- температура,
- концентрація АТФ,
- концентрація катіонів Mg2+

Внутрішньоклітинне співвідношення [АТФ]/[АДФ] розглядають як пусковий механізм роботи Na+/K+-АТФази. 
Зміни активності Na+/K+-АТФази можуть залежати як від внутрішньоклітинної, так і від зовнішньоклітинної концентрації Na+ .
Довготривала регуляція, обумовлена збільшенням синтезу α- і β-субодиниць Na+/K+-АТФази, спостерігається в деяких видах тканин під дією таких гормонів як альдостерон (ниркові канальці) , тироксин (стимулює активність Na+/K+-АТФази в багатьох типах тканин). 
Також регуляторами ферментативної активності Na+/K+-АТФази є протеїнкіназа С та цАМФ- залежна протеїнкіназа (протеїнкіназа А).
Фосфорилювання Na+/K+-АТФази протеїнкіназою С призводить до інгібування її активності. Фосфорилювання протеїнкіназою А АТФ-гідролази залежно від умов спричиняє пригнічення, активування чи відсутність дії цього ферменту.
Na+/K+-АТФаза є рецептором для ендогенних кардіотичних стероїдів.
Активність цього ферменту в клітині першочергово регулюється співвідношенням натрію і калію та доступністю АТФ.